# Auguste Adolphe Lucien Trécul
Auguste Adolphe Lucien Trécul (o Auguste Trécul) (8 de enero de 1818- 15 de octubre de 1896), fue un botánico francés.
Fue investigador en el Museo Nacional de Historia Natural de Francia, y en el Ministerio de Agricultura de Francia, comisionado para estudiar fisiología vegetal, y recolectar especímenes en EE. UU., entre 1848 a 1850. Se especializó en anatomía, fisiología, y organogenia vegetal. Se opuso a las conclusiones sobre la fermentación de Louis Pasteur, intercambiándose profusa correspondencia entre los autores de 1866 a 1873.

## Honores
Recibió la Legión de honor, en 1867.

### Eponimia
Género botánico
- (Moraceae) Treculia Decne. ex Trécul[1]

Especies (7 + 3 + 2 registros)
- (Agavaceae) Yucca treculeana Carrière[2]

- (Agavaceae) Sarcoyucca treculiana (Carrière) Linding.[3]

- (Cactaceae) Echinocactus treculianus Labour.[4]
- La abreviatura «Trécul» se emplea para indicar a Auguste Adolphe Lucien Trécul como autoridad en la descripción y clasificación científica de los vegetales.[5]